# Ramazan Galaletdinov
Ramazan Galaletdinov  (russe : Р. Галялетдинов) né le 24 mars 1958 à Kouibychev, Russie, URSS, est un coureur cycliste soviétique, qui s'est illustré, en particulier au Tour de l'Avenir, avec l'équipe de l'URSS.

## Biographie
Ramazan Galaletdinov a été l'inconnu des statistiques et annuaires cyclistes. Pourtant, en France au Tour de l'Avenir, il a été de l'équipe soviétique découverte en 1978, dans le sillage de Sergueï Soukhoroutchenkov, au Tour de l'Avenir. Originaire de la région de la moyenne Volga, en Russie soviétique, il est un pur produit du centre de formation du cyclisme de l'URSS, l'école des sports de Kouibychev. Ce centre de formation était l'une parmi les 18 écoles des sports de l'Union soviétique, mais sous la responsabilité d'un ancien coureur, Vladimir Petrov, adossée au Club sportif de l'Armée de l'Air, elle a "sorti" quelques-uns des coureurs de "l'époque d'or" du cyclisme de l'URSSComme son chef de file Soukhoroutchenkov, comme Sergueï Morozov, Ramazan Galaletdinov s'est exprimé dans la montagne. Vainqueur des étapes d'Aix-les-Bains et de Morzine, au Tour de l'Avenir 1978, qu'il terminait à la seconde place, il  triomphe à Saint-Étienne, terme de la troisième étape,  dans l'édition 1980 de cette épreuve, et porte la journée suivante le maillot jaune. Deuxième du classement par points en 1978 (1er: Alexandre Averine), il emporte le Grand prix de la montagne en 1980. Professeur de dessin, il était réputé être "timide" vis-à-vis des journalistes.

## Palmarès

### Palmarès année par année
| - 1978 - 9e étape du Tour de Slovaquie - 5e et 10e étapes du Tour de l'Avenir - 2e du Tour de Slovaquie - 2e du Tour de l'Avenir - 1979 - 3e du Tour de Yougoslavie - 1980 - 10e étape du Tour de Cuba - 6eb étape de la Milk Race (contre-la-montre par équipes) - Tour de l'Avenir : - Classement du meilleur grimpeur - 3e étape - 2e de la Milk Race - 3e du championnat d'URSS sur route - 7e du Tour de l'Avenir | - 1982 - Tour du Táchira : - Classement général - 6e étape - 5e étape du Grand Prix Guillaume Tell - 2e du Tour de Tolède |

### Autres classements
- Victoires au classement par équipes avec l'équipe de l'URSS:
  - Tour de l'Avenir : 1978 et 1980
  - Course de la Paix : 1979
  - Tour de Grande-Bretagne : 1980
  - Tour de Yougoslavie : 1979
- 5e du Tour de Sotchi : 1981
- 9e du Grand Prix Guillaume Tell : 1979
- 11e de la Course de la Paix : 1979[10]